# Florian Lukas
Florian Lukas (ur. 16 marca 1973 w Berlinie) – niemiecki aktor filmowy i telewizyjny. Dorastał w Prenzlauer Berg. W wieku 17 lat zaczął grać w teatrze, najpierw w niezależnych zespołach teatralnych, w latach 1993-1998 także w Berliner Ensemble i Deutsches Theater w Berlinie.

## Wybrana filmografia

### filmy fabularne

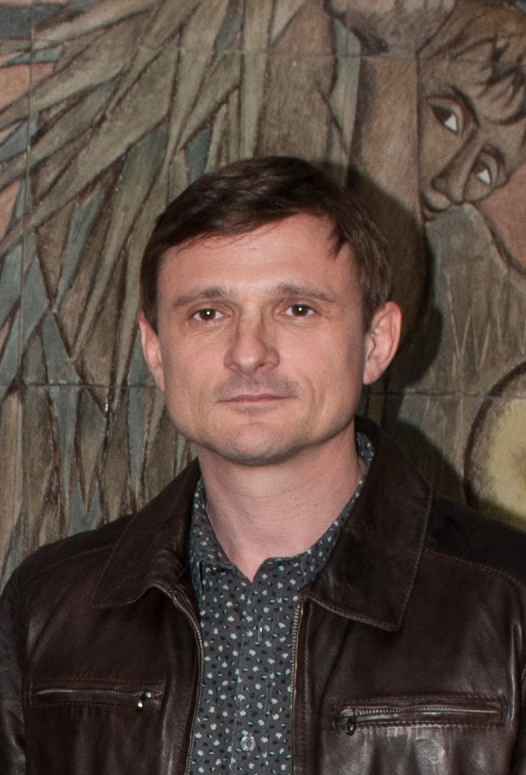
Florian Lukas (2017)

- 1992: Banale Tage (TV) jako Michael
- 1994: Babysitter (TV)
- 1995: Ex (TV) jako Klaus
- 1995: Kommt Mausi raus?! (TV) jako Wolfgang
- 1995: Operation Medusa (TV) jako Dany
- 1997: Kapitan z Köpenick (Der Hauptmann von Köpenick, TV) jako Willy Wormser
- 1997: Dazlak jako Dazlak
- 1997: 60 Minuten Todesangst (TV) jako Uwe Lederer
- 1998: Dunckel (TV) jako Benny Dunckel
- 1999: Giganci (Absolute Giganten) jako Ricco
- 2000: Zoom jako Tom Waller
- 2001: Dziewczyny, dziewczyny (Mädchen Mädchen!) jako trener Carsten
- 2001: Wambo (TV) jako Clemens
- 2003: Befreite Zone jako Michael 'Micha' Resser
- 2003: Good bye, Lenin! jako Denis
- 2004: Palpitacje (Kammerflimmern) jako Richie
- 2005: Jeden dzień w Europie jako Rokko
- 2008: Północna ściana (Nordwand) jako Andreas Hinterstoisser
- 2009: Gęsiareczka jako książę Leopold
- 2010: Obca jako Stipe
- 2011: Don 2 – The king is back jako 	Detektyw Jens Berkel
- 2011: Zagubiony czas (Die verlorene Zeit) jako Hans von Eidem
- 2012: Śniegi wojny (Into the White) jako porucznik Horst Schopis
- 2014: Grand Budapest Hotel jako Pinky

### seriale TV

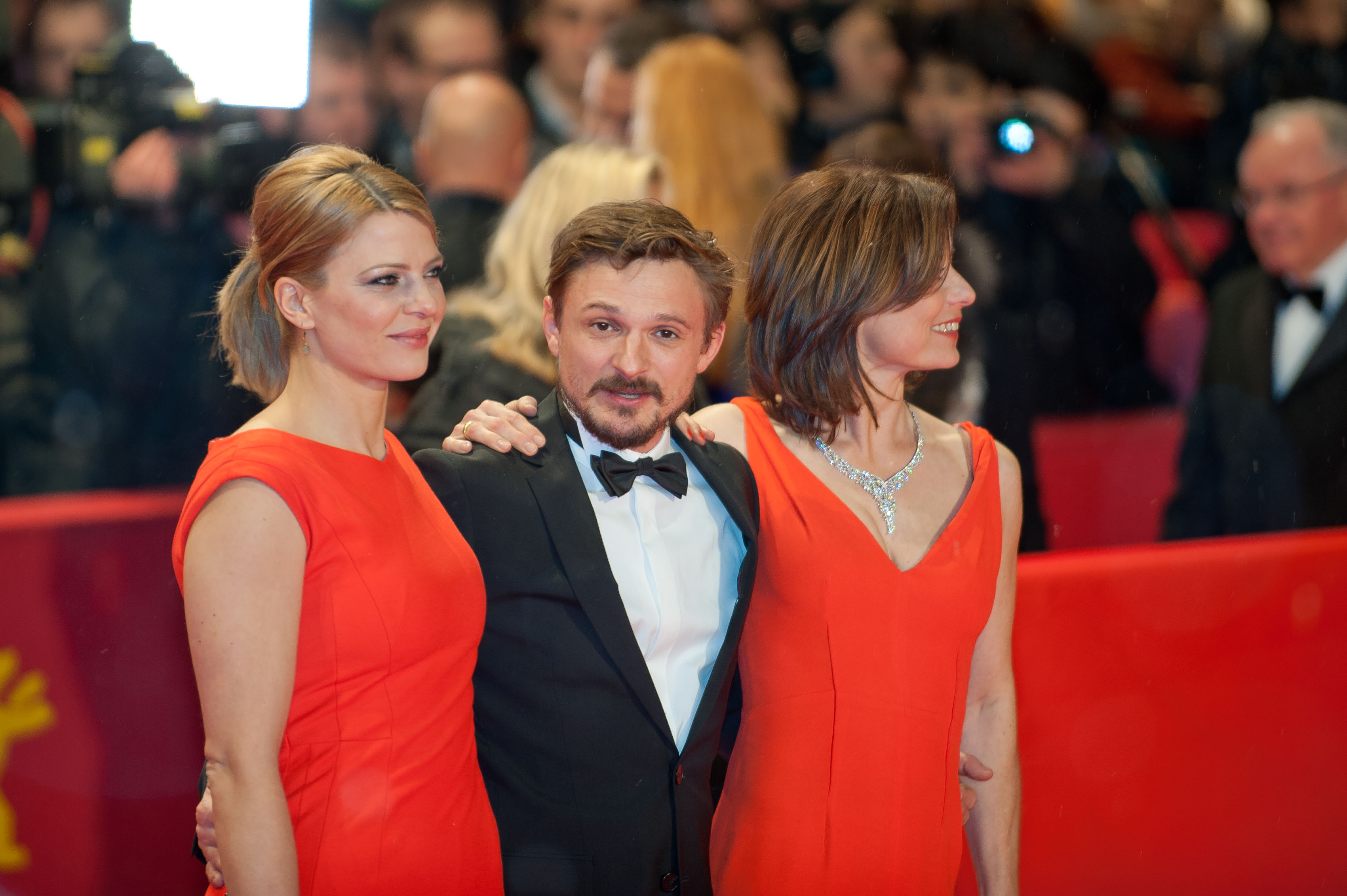
Jördis Triebel, Florian Lukas i Inka Friedrich na Berlin Film Festival 2013

- 1994: Ein starkes Team jako Joshi Borgwart
- 1994: Tatort: Singvogel jako Thorsten Tiefenthal
- 1994: Liebling Kreuzberg
- 1994: Die Gerichtsreporterin jako Dirk
- 1995: Kanzlei Bürger jako Morit
- 1996: Telefon 110 jako Robert
- 1996: Unser Lehrer Doktor Specht jako Ronni Hamann
- 1998: Wolffs Revier jako Max Grabowski
- 2001: Tatort: Mördergrube jako Alexander Grau
- 2012: Tatort: Im Namen des Vaters jako Pater Markus
- 2016: Tatort: Der treue Roy jako Roy Weischlitz

## Nagrody
| Rok  | Nagroda                     | Kategoria                               | Film                                       |
| ---- | --------------------------- | --------------------------------------- | ------------------------------------------ |
| 1999 | Bayerischer Filmpreis       | Najlepszy debiut                        | Absolute Giganten i St. Pauli Nacht        |
| 1999 | New Faces Award             | Najlepszy debiut                        | Absolute Giganten                          |
| 2003 | Bambi                       | Najlepszy aktor                         | Good bye, Lenin!                           |
| 2003 | Deutscher Filmpreis         | Najlepszy aktor                         | Good bye, Lenin!                           |
| 2011 | Deutscher Fernsehpreis      | Najlepszy serial                        | Weissensee                                 |
| 2014 | Deutscher Schauspielerpreis | Najlepszy zespół w serialu telewizyjnym | Weissensee                                 |
| 2017 | Deutscher Fernsehpreis      | Najlepszy miniserial                    | Mitten in Deutschland: NSU                 |
| 2017 | Deutscher Fernsehkrimipreis | Najlepszy aktor                         | Die Ermittler – Nur für den Dienstgebrauch |